# Свемирска сонда
Свемирске сонде су летелице које се шаљу ка другим небеским телима да прикупе научне податке. Сонде могу да само пролете поред небеског тела, уђу у орбиту око њега, или чак да спусте лендер на небеско тело. У последњем случају, сонда у орбити најчешће служи као релеј између лендера и Земље.
Многе земље и приватне компаније лансирале су сонде на планете, астероиде, месеце широм Сунчевог система, укључујући Совјетски Савез, Сједињене Државе, Индију и многе друге.

## Историја и развој
Дана 4. октобра 1957. први вештачки сателит у орбити око Земље био је Спутњик 1, који је лансирао СССР. Четири месеца касније, 1. фебруара 1958. године, Сједињене Државе су лансирале Експлорер 1, што је била прва свемирска сонда. Екплорер 1 је прикупљао податке о температури, космичким зрацима и ударима микрометеорита. Прва месечева сонда је била совјетска Луна 1, која је пролетела поред Месеца 1959. године. Луна 1 је и прва летелица која је достигла другу космичку брзину. Луна 2 је прва свемирска сонда која је слетела на Месец (и, уопште, на неко небеско тело).
Свемирске сонде су рађене у серијама, и најчешће су све серије имале исто тело за циљ. Тако су Совјети имали серију Луна усмерен ка Месецу, Венере и Вега ка Венери и Марс ка Марсу. САД су лансирале сонде у оквиру програма Пионир и Хелиос за испитивање Сунца, Маринер за Венеру и Меркур итд. Амерички Пионир 10 и 11, као и Војаџер 1 и 2 напуштају Сунчев систем. Док је сигнал Пионира сувише слаб да би био детектован (под условом да још увек раде), Војаџери редовно шаљу своје извештаје. Летелица Нови хоризонти, која је на путу према Плутону, ће такође напустити Сунчев систем.
Успех ових раних мисија започео је трку између САД и СССР да надмаше једни друге све амбициознијим истраживањима. Сваки нови сателит бацао је сенку на претходни. Маринер 2 је била прва сонда која је проучавала другу планету, откривајући научницима изузетно високу температуру Венере 1962. године, док је совјетска Венера 4 била прва атмосферска сонда која је проучавала Венеру. Пролет Марса Маринера 4 1965. направљене су прве слике његове кратерске површине, на шта су Совјети одговорили неколико месеци касније снимцима са његове површине са Луне 9. Године 1967, амерички Сервејер 3 је прикупио информације о површини Месеца које су се показале пресудним за мисију Апола 11 која је две године касније спустила људе на Месец.
Прва међузвездана сонда била је Војаџер 1, лансирана 5. септембра 1977. У међузвездани простор је ушла 25. августа 2012, а затим њен близанац Војаџер 2 следио дана 5. новембра 2018. Обе су прикупиле научне податке ван хелиосфере.
Од активних сонди се издвајају Касини-Хајгенс – мисија ка Сатурну; Хајгенс је лендер који се спустио на Титан док Касини и даље шаље вредне информације о Сатурну и његовом систему; и Марсови истраживачки ровери Спирит и Опортјунити, чија је активност надмашила планове Насе и по дужини трајања мисије и по прикупљеним подацима.

## Карактеристике
Свемирској сонди је генерално потребна антена за комуникацију са Земљом. Сонде немају астронауте. Сонде шаљу податке назад на Земљу како би их научници проучавали.

## Трајекторије
Једном када сонда напусти близину Земље, њена путања ће је вероватно одвести дуж орбите око Сунца сличног Земљиној орбити. Да би се дошло до друге планете, најједноставнији практичан метод је Хоманова трансферна орбита. Сложеније технике, као што су гравитационе праћке, могу бити економичније, иако могу захтевати да сонда проведе више времена у транзиту. Неке велике Делта-V мисије (као што су оне са великим променама нагиба) могу се извести само, у границама модерног погона, користећи гравитационе праћке. Техника која користи врло мало погона, али захтева доста времена, је да се прати путања на међупланетарној транспортној мрежи.